# Juanjo Giménez
Juanjo Giménez Peña (Barcelona, 18 de abril de 1963) é um cineasta espanhol. Como reconhecimento, foi nomeado ao Oscar 2017 na categoria de Melhor Curta-metragem por Timecode.